# Lijst van grote Groenlandse steden

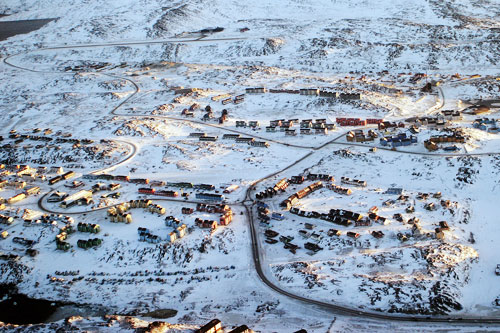
Nuuk

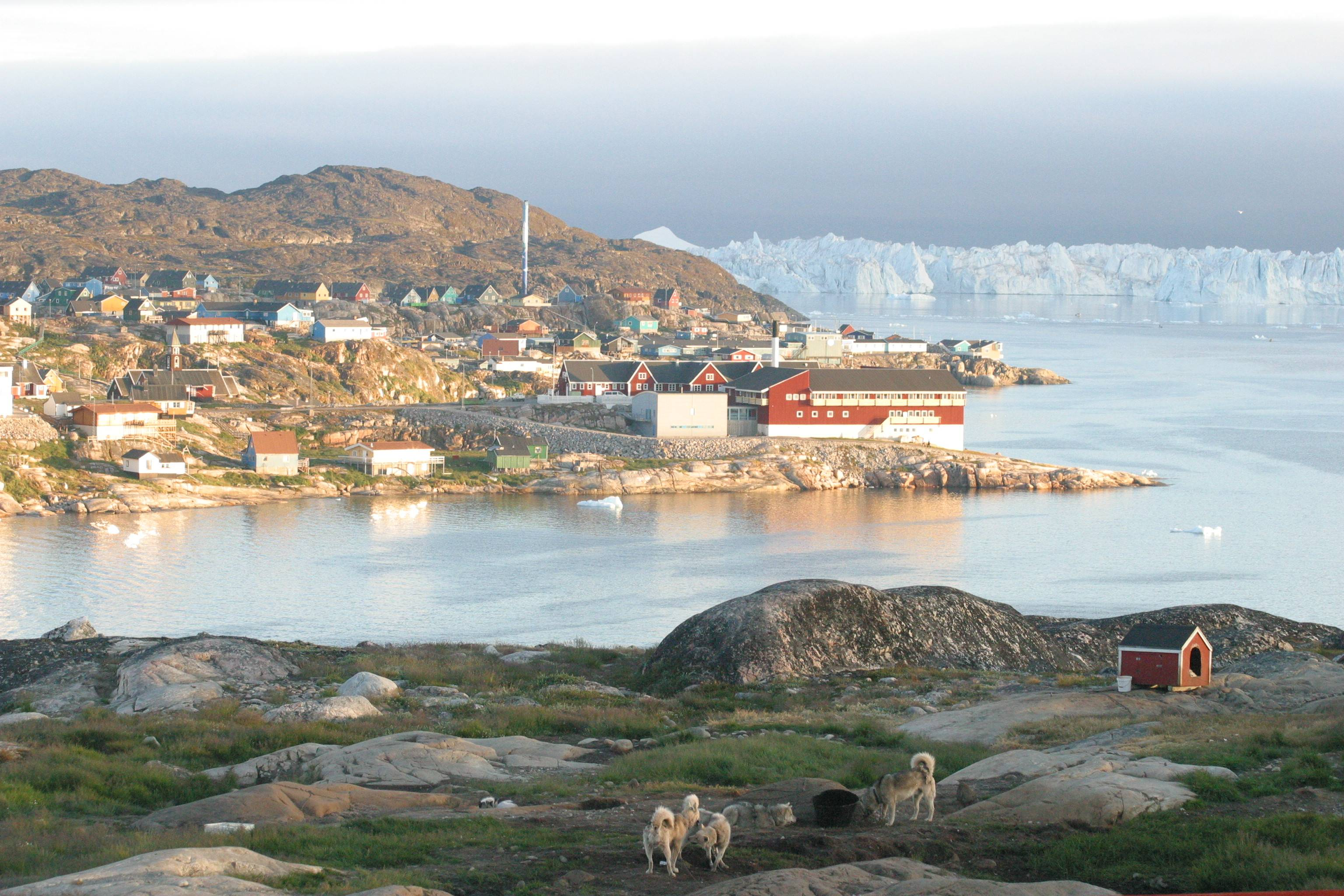
Illulisat

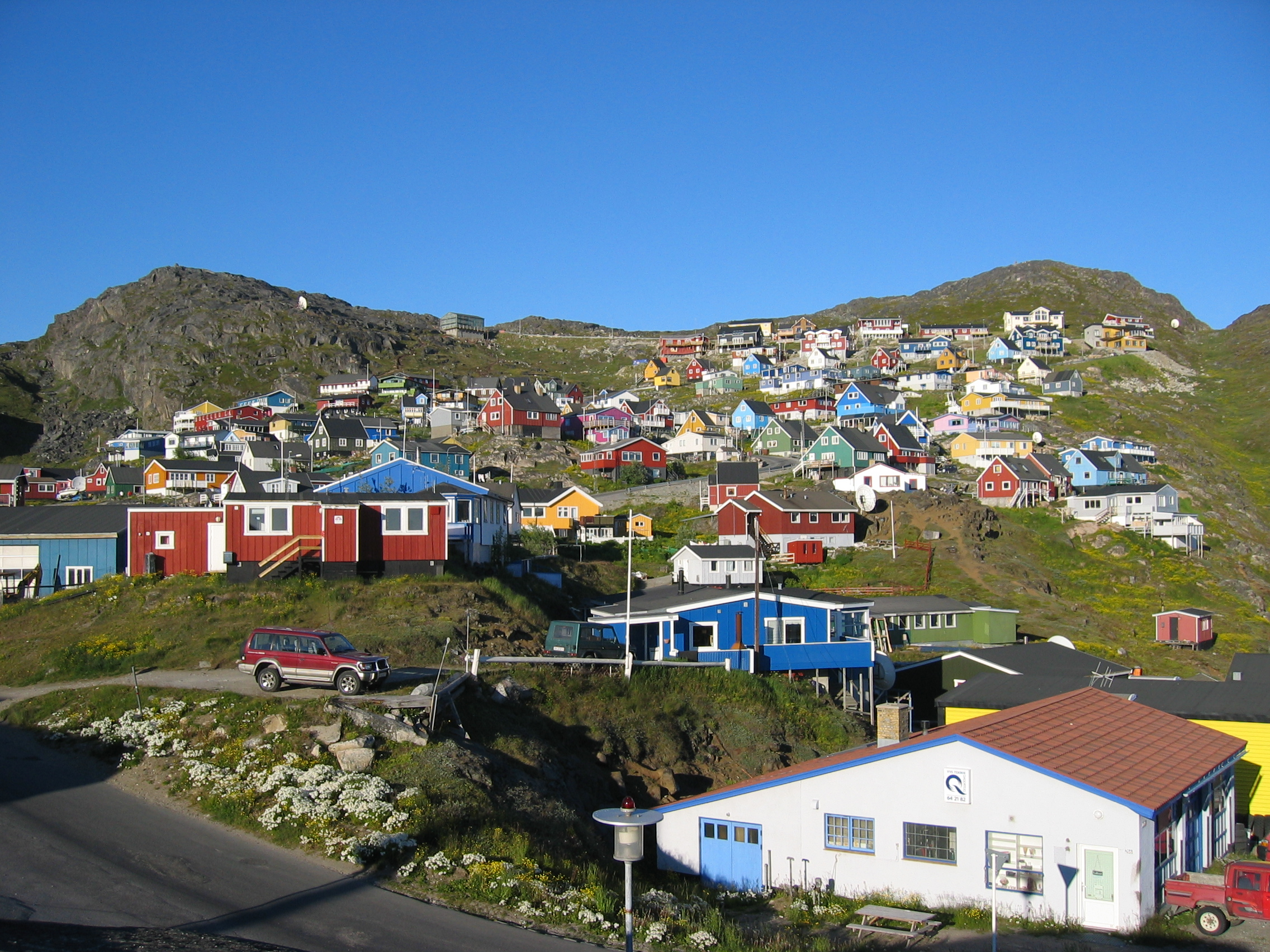
Qaqortoq

Deze lijst bevat de grootste steden van Groenland. De cijfers zijn gebaseerd op de volkstelling van 2005.
| Rang | Groenlands       | Deens             | Gemeente                 | Inwoneraantal |
| ---- | ---------------- | ----------------- | ------------------------ | ------------- |
| 1.   | Nuuk             | Godthåb           | Kommuneqarfik Sermersooq | 14.501        |
| 2.   | Sisimiut         | Holsteinsborg     | Qeqqata Kommunia         | 5.247         |
| 3.   | Ilulissat        | Jakobshavn        | Qaasuitsup Kommunia      | 4.533         |
| 4.   | Aasiaat          | Egedesminde       | Qaasuitsup Kommunia      | 3.310         |
| 5.   | Qaqortoq         | Julianehåb        | Kommune Kujalleq         | 3.129         |
| 6.   | Maniitsoq        | Sukkertoppen      | Qeqqata Kommunia         | 2.859         |
| 7.   | Tasiilaq         | -                 | Kommuneqarfik Sermersooq | 1.848         |
| 8.   | Paamiut          | Frederikshåb      | Kommuneqarfik Sermersooq | 1.817         |
| 9.   | Narsaq           | -                 | Kommune Kujalleq         | 1.705         |
| 10.  | Nanortalik       | -                 | Kommune Kujalleq         | 1.564         |
| 11.  | Uummannaq        | -                 | Qaasuitsup Kommunia      | 1.400         |
| 12.  | Qasigiannguit    | Christianshåb     | Qaasuitsup Kommunia      | 1.320         |
| 13.  | Upernavik        | -                 | Qaasuitsup Kommunia      | 1.144         |
| 14.  | Qeqertarsuaq     | Godhavn           | Qaasuitsup Kommunia      | 978           |
| 15.  | Kangaatsiaq      | -                 | Qaasuitsup Kommunia      | 669           |
| 16.  | Qaanaaq          | -                 | Qaasuitsup Kommunia      | 640           |
| 17.  | Ittoqqortoormiit | Scoresbysund      | Kommuneqarfik Sermersooq | 537           |
| 18.  | Kangerlussuaq    | Søndre Strømfjord | Qeqqata Kommunia         | 487           |
| 19.  | Kangaamiut       | -                 | Qeqqata Kommunia         | 414           |
| 20.  | Kullorsuaq       | -                 | Qaasuitsup Kommunia      | 405           |
| 21.  | Kuummiut         | -                 | Kommuneqarfik Sermersooq | 392           |
| 22.  | Alluitsup Paa    | Sydprøven         | Kommune Kujalleq         | 390           |
| 23.  | Kulusuk          | Kap Dan           | Kommuneqarfik Sermersooq | 348           |
| 24.  | Niaqornaarsuk    | -                 | Qaasuitsup Kommunia      | 334           |